# Courtney Hurt
Courtney Hurt (Conyers, 5 marzo 1990) è una cestista statunitense naturalizzata bosniaca.

## Carriera
È stata selezionata dalle Indiana Fever al terzo giro del Draft WNBA 2012 (34ª scelta assoluta).